# Алая Бріґі
Алая Бріґі (фр. Alaya Brigui, нар. 1 січня 1992, Сус) — туніський футболіст, півзахисник саудівського клубу «Аль-Ахдуд».
Виступав, зокрема, за клуб «Етюаль дю Сахель», а також національну збірну Тунісу.

## Клубна кар'єра
Народився 1 січня 1992 року в місті Сус. Вихованець футбольної школи клубу «Етюаль дю Сахель». Дорослу футбольну кар'єру розпочав 2011 року в основній команді того ж клубу, в якій провів дев'ять сезонів, взявши участь у 130 матчах чемпіонату. 
Протягом 2020—2022 років захищав кольори клубу «Бен Кардан».
До складу клубу «Аль-Ахдуд» приєднався 2022 року. 

## Виступи за збірну
У 2012 році дебютував в офіційних матчах у складі національної збірної Тунісу.